# Muhammad Bakir
Muhammad Bakir fou un príncep i malik kart d'Herat. Era fill del malik Ghiyath al-Din (1307-1329) i germà dels maliks Shams al-Din III (1329-1330), Hafez o Hafiz (1330-1331)i Muizz al-Din (que va pujar al tron el 1331).

## Pujada al poder
El 1351, Qazaghan del kanat de Txagatai, va envair els dominis dels kart d'Herat. Muizz al-Din fou derrotat i va fugir, refugiant-se a la fortalesa d'Eskilge, on al cap d'uns dies es va haver de rendir i se li va permetre marxa a Transoxiana a fer homenatge a Qazaghan. En la seva absència els soldats ghuris, que havien perdut la confiança en Muizz al-Din, van proclamar malik al seu germà Muhammad Bakir, que segurament tenia els suport dels amirs de Qazaghan i que va comptar amb el recolzament del visir Mu'in al-Din. Mentre Muizz al-Din havia anat a Samarcanda, on fou rebut per Abd Allah ibn Qazaghan, governador local i fill del gran amir Qazaghan, i va marxar després a Sali Sarai on fou rebut per Qazaghan. A Samarcanda va conèixer al jove Timur, que probablement Qazaghan li va assignar com un dels custodis.

## Muizz al-Din s'assabenta de la usurpació
A Sali Sarai va tenir notícies (1351 o 1352) de que el seu germà Muhammad Bakir, que havia usurpat el poder a Herat amb la complicitat del visir Mu'in al-Din (després es va dir que els dos governants havia obtingut via lliure de Qazaghan per la usurpació), d'alguns amirs i dels caps del país Ghur. El malik va tenir un gran disgust i va planejar la manera de recuperar el poder; va veure a Timur com un guerrer efectiu i el va contractar amb una partida d'homes per anar a Herat, oferint-li un any de les rendes de la província. Segons An autobiographic relat of the life of emperor Timur, de Charles Stewart això ho hauria fet Timur als 22 anys (1358) però sabem que el malik va recuperar el poder el 1353, quan Timur només tenia 17 anys (a menys que la seva data real de naixement fos anterior al 1336). Es poc creïble que el malik oferís les rendes d'una província a un noi de 16 o 17 anys; és possible però que Timur amb aquesta edat participés en el cop que preparaven, però com a subordinat i que la seva intervenció fos magnificada després i se li donés una importància que no devia tenir. La majoria d'amirs de Transoxiana estaven a favor de empresonar a Malik Muizz al-Din Husayn. Diversos amirs es van conjurar per assassinar Malik Husayn i quan Qazagan se’n va assabentar va advertir al malik i li va aconsellar de tornar a Herat aquella mateixa nit. Muizz al-Din, amb el seu seguici personal i amb Timur i altres soldats turcomongols va poder arribar a Herat sense ser detectat.

## Reconquesta del poder
Timur va poder entrar a la fortalesa junt amb Muizz al-Din i mentre ell i els seus homes prenien possessió dels punts principals, el malik va anar a les dependències de Muhammad Bakir; la guarnició quan va veure a Muizz al-Din i les posicions que havien agafat els mongols, es van sotmetre i el malik va recuperar el tron sense cap baixa. Els seus homes van apoderar-se del palau i de la ciutadella per sorpresa. Muizz al-Din va fer detenir a Muhammad Bakir que fou empresonat. En el seu relat autobiogràfic Timur declara que havia demanat el govern de la ciutat d'Herat enlloc de les rendes provincials, però veient que els soldats no el seguirien, va desistir, va deixar a Muizz al-Din al tron i va obtenir d'ell diverses concessions, en diners per a ell i en regals per Qazaghan, cosa que estaria mes d'acord en una participació secundaria en l'afer. Aquesta recuperació del poder va enutjar als amirs de Qazaghan, cosa lògica si com es sospita, Muhammad Bakir era l'instrument d'aquests amirs i notables; però no és tant probable que aquesta fos la causa (al menys única) de la rebel·lió contra Qazaghan. En els acords entre Qazagan i Muizz al-Din i va haver sens dubte la renuncia de Husayn al Tukharistan, que hauria estat la causa que havia fet canviar de posició a Qazaghan i mostrar-se favorable al malik del que d'alguna manera va afavorir la seva tornada a Herat, acompanyat per Timur, aleshores al servei de Qazagan, que si bé oficialment no tenia ordres de reposar-lo al tron, si que disposava de elements per ajudar-lo a aconseguir-ho com va acabar passant (1353). Es poc probable que Timur hagués actuat a Herat en favor del malik sense un suport tàcit o explícit de Qazagan.

## Mort
No consta la data de la mort de Muhammad Bakir.